# 色當 (內布拉斯加州)
色當（英語：Sedan）是位於美國內布拉斯加州納科爾斯縣的非建制地區。

## 歷史
色當的郵局於1906年設立，其後於1951年停運。

## 地理
色當所處的海拔為高於海平面514米（即1686英呎），而該地所採用的時區為UTC-6，即北美中部时区（CST）。同時該地設有夏令時間，為UTC-6調快一小時，即UTC-5（CDT）。